# تری داونز
تری داونز (انگلیسی: Terry Downes؛ زادهٔ ۹ مهٔ ۱۹۳۶ - درگذشته ۶ اکتبر ۲۰۱۷) بوکسور و هنرپیشه اهل بریتانیا بود. از فیلم‌هایی که وی در آن نقش داشت می‌توان به خون‌آشام‌کشان نترس اشاره کرد.